# Amszterdam–Rotterdam-vasútvonal
Az Amszterdam–Rotterdam-vasútvonal egy 85,3 km hosszú, 1,5 kV egyenárammal villamosított, normál nyomtávolságú vasútvonal Hollandiában Amszterdam és Rotterdam között.